# 이형태
이형태(異形態, allomorph)은 하나의 어근, 어간, 접사가 가지는 하나 이상의 모양이다.
- 한국어의 대격 조사 ‘을/를’[1]
  - [을]: 자음 뒤 (돈-을, 책-을)
  - [를]: 모음 뒤 (다리-를, 사과-를)
- 튀르키예어의 1인칭 소유격 접미사[1]
  - -im (ev-im 집-나의, dil-im 언어-나의)
  - -üm (köy-üm 마을-나의, gün-üm 날-나의)
  - -um (yol-um 방법-나의, tuz-um 소금-나의)
  - -ım (ad-ım 이름-나의, kız-ım 소녀-나의)
  - -m (baba-m 아버지-나의)

이와 같이 하나의 형태소가 음상(phonetic shape)을 달리하는 현상을 교체라고 하며 교체에 의한 형태소의 모양을 그 형태소의 이형태라고 한다. 형태소는 중괄호 안에 집어넣고 형태(morph)는 빗금 안에 집어넣는다.

## 조건
서로 다른 형태들을 하나의 형태소의 이형태로 정의할 수 있는 조건은 상보적 분포이다. 위에서 [을]과 [를]을 한국어의 대격 조사라는 하나의 형태소의 이형태로 정의할 수 있었던 것은 [을]과 [를]이 의미가 동일하고 서로 다른 환경에서 나타났기 때문이다. 만약 나타나는 환경이 겹친다면 하나의 형태소의 이형태로 정의할 수 없다.
필수적인 조건은 아니지만 음운론적 유사성은 서로 다른 형태들을 하나의 형태소의 이형태로 정의할 수 있는 조건이다. 이러한 조건에 맞는 이형태들을 음운론적 이형태(phonological allomorph)라고 한다. 서로 구별되는 형태들이 하나의 형태소의 이형태일 수도 있는데 예를 들어 영어의 {sell}은 /sél/과 /səʊld/이라는 이형태를 가진다. 음운론적 유사성이 더욱 낮은 경우는 네덜란드어의 복수 접미사 /-en/~/-eren/~/-s/, 영어의 {go} /ɡəʊ/~/wɛnt/가 있다. 반대로 영어 {sell}의 이형태와 {cell}의 이형태처럼 음상이 같지만 서로 다른 형태일 수도 있다.

## 이음
이형태는 하나의 음소의 변이 형태인 이음과 비교된다.

## 같이 보기
- 교체
- 이음 (음운론)
- 그라스만의 법칙
- 보충법